# Erzsébet Szapáry
Erzsébet Szapáry (ur. 2 czerwca 1902 w Budapeszcie, zm. 26 maja 1980 w Lozannie) – węgierska hrabianka częściowo (po matce) polskiego pochodzenia zaangażowana w pomoc Polakom przedostającym się na Węgry podczas II wojny światowej.

## Życiorys
Pochodziła z rodziny arystokratycznej. Jej rodzicami byli Pál (Paweł) Szapáry oraz Maria z domu Przeździecka.
Po wybuchu II wojny światowej zaangażowała się w pomoc dla szukających schronienia na Węgrzech Polaków w ramach Węgiersko-Polskiego Komitetu Opieki nad Uchodźcami. W latach 1940–1944 była jego współprzewodniczącą. Dzięki zdolnościom organizacyjnym, talentowi zjednywania sobie ludzi oraz wpływom (była spokrewniona z regentem Miklósem Horthym) udawało jej się skutecznie realizować działania na rzecz Polaków i Żydów. Kierowała bezpośrednio wydziałem ds. obozowych, który odpowiadał za problemy administracyjne uchodźców, dostawy ubrań, obuwia, podział paczek z żywnością, a na początkowym etapie także za oświatę i harcerstwo. Brała także udział w życiu społecznym polskich uchodźców. Pomogła w utworzeniu Domu Sierot Polskich Oficerów w Vácu, zamieszkałego w większości przez dzieci żydowskiego pochodzenia. Dzięki jej pomysłowości (m.in. poprzez postawienie na czele placówki duchownego katolickiego oraz organizację wizyty nuncjusza apostolskiego Angela Rotty), o pochodzeniu dzieci wiedziała tylko wąska grupa osób. Erzsébet Szapáry pomogła w ewakuacji do Budapesztu rodziny Henryka Sławika – żony Jadwigi oraz córki Krystyny, osobiście zawożąc im w grudniu 1943 roku do okupowanej Warszawy wyrobione przez Józsefa Antalla węgierskie paszporty. Pomagała także w ewakuacji na Zachód internowanych polskich żołnierzy.
Po wkroczeniu Niemców na Węgry w marcu 1944 roku, Erzsébet Szapáry znalazła schronienie w tureckim poselstwie (według alternatywnej relacji, przed schronieniem się na krótki moment została aresztowana przez Gestapo). Po wojnie osiadła na Zachodzie. Prawdopodobnie była sekretarką Mihály Károlyi'ego, byłego premiera i prezydenta Węgier, a w latach 1947–1949 ambasadora we Francji.
W 1998 roku w uznaniu jej zasług w pomocy Żydom podczas II wojny światowej, otrzymała pośmiertnie tytuł Sprawiedliwej wśród Narodów Świata.
W uznaniu zasług za pomoc Polakom, w 2021 roku została wyróżniona Medalem Virtus et Fraternitas. Uroczyste wręczenie odznaczenia odbyło się w 2022 roku. Spośród działaczy Komitetu wyróżniono wówczas także Józsefné Margit Károlyi, Edith Weiss oraz młodszego brata Erzsébet – Antala Szapáry. W imieniu rodzeństwa Szápáry wyróżnienie odebrali syn Antala Szapáry’ego i bratanica Erzsébet Szapáry.